# Monotype (voile)
Pour les articles homonymes, voir Monotype.

Le Morbihan, premier monotype connu en Europe. D'après les plans d'Émile Soinet de 1891, réalisés à la demande la Société nautique de Lorient. Trois mètres cinquante à la flottaison, c'est le yacht minimum, dont les formes s'inspirent des voiliers de course de l'époque mais sont dessinées pour faciliter la production en série.

Un monotype est un modèle de voilier dont tous les exemplaires sont construits suivant les mêmes plans de coque, de gréement et respectant des spécifications précises sur les échantillonnages, afin d'obtenir des bateaux identiques. La monotypie est principalement destinée à faire courir des régates où le classement d'un équipage n'est fonction que de ses propres qualités et non pas de celles du bateau, donc ni de l'architecte, ni du constructeur. La monotypie a aussi été développée à des fins d'économie, la réduction du coût de construction par la fabrication en série permettant une démocratisation de la compétition à voile.
Les premiers monotypes construits en série sont les Nord Haven Dinghies de 1885, dans le Maine, aux États-Unis. En Europe le premier représentant d'une monotypie naissante est le Morbihan de la Société nautique de Lorient, en 1891.
Les classes de bateaux utilisées aux épreuves de voile des Jeux olympiques voient l'introduction du premier dériveur monotype en 1920, le dériveur international de 12 pieds et le remplacement progressif des quillards à jauge par des monotypes.
Les courses jugées au temps réel, ne donnant pas lieu à un calcul de temps compensant les différences entre les bateaux, ne sont pas réservées aux régates de monotypes. Les courses entre bateaux différents mais conformes à un même règlement (jauge à restrictions), courant en temps réel dans la même classe d'une jauge, et permettant aux architectes et constructeurs de développer de nouvelles technologies ont aussi leurs adeptes. La monotypie suit cette même évolution, rendant généralement non compétitifs les voiliers d'une même série antérieurs à la dernière évolution autorisée par l'association régissant la classe.

## Origine de la monotypie
Avec l'apparition de la voile « sportive » s'est développé le concept de courses appelées régates. Il consistait à faire courir entre eux des voiliers dont les caractéristiques n'étaient pas forcément identiques.
Ces courses n'étaient alors jugées que selon de délicates règles de jauge, prenant en compte la longueur, la largeur, le volume de la coque, le poids, la surface de voiles et autres caractéristiques. Ces jauges variaient d'un pays à l'autre, d'un club nautique à l'autre dans un même pays et ne permettaient pas d'aligner beaucoup de voiliers sur la ligne de départ. De plus, les règles introduisaient des « temps compensés » qui, en théorie, ramenaient tout le monde à pied d'égalité mais qui rendaient peu crédibles le spectacle de la course, un voilier pouvant arriver dans les derniers mais être tout de même déclaré vainqueur.

Afin de favoriser les régates entre clubs, une première étape de standardisation des différentes jauges voit le jour au Royaume-Uni en 1876, où la jauge au tonnage, donc au volume, du Royal Thames Yacht Club (Thames Measurement) est adoptée par l'YRA (Yacht Racing Association), et aux États-Unis en 1883 où le New York Yacht Club et l'Eastern Yacht Club s'entendent sur une jauge à la voilure qui aboutira à la jauge universelle en 1906. 
En France, les premières courses à la voile, dans la première moitié du XIXe siècle, opposaient des canots à voile courant en temps réel en groupes différenciés par la longueur de coque. À partir des années 1870, au CVP (Cercle de la Voile de Paris), apparurent des jauges qui ne tenaient pas seulement compte de la longueur, mais d'autres paramètres. En peaufinant ces jauges, les autorités appliquèrent des temps compensés, c'est-à-dire des handicaps aux bateaux en course, dans un esprit de justice sportive.
Pour retrouver une autre façon de justice sportive, le peintre impressionniste Gustave Caillebotte imagina et mit en pratique pour la première fois au monde une formule « à restrictions » avec la jauge des 30 m² du CVP, en 1889 : la surface de voile (le moteur) étant identique, le frein (la coque) étant libre, les courses se disputaient à nouveau en temps réel. Les séries à restrictions étaient nées, elles feront florès, notamment en Allemagne. Elles eurent un gros impact sur l'architecture navale en France, la faisant progresser non seulement sur les formes des coques, mais aussi sur la qualité du gréement.
Cette étape vers la monotypie que constitue la course en temps réel est également favorisée, indirectement, par la création de jauges définissant des classes de voiliers qui, suivant la jauge, ont les mêmes performances. C'est le cas de la jauge universelle de Nathanael Herreshoff pour le New York Yacht Club aux États-Unis, ayant donné les célèbres Classe J, et aussi les classe R, de même au Royaume-Uni avec la jauge internationale de la Yacht Racing Association définissant des bateaux de 6 mètres, 7 m, 8 m, 10 m, 12 m, en « mètres » de jauge. La première jauge nationale française, la jauge Godinet de 1892 classe les bateaux en tonnes, les plus connus étant les « un tonneau » de la Coupe internationale du Cercle de la voile de Paris, plus connue sous le nom de « One Ton Cup ».
Ces grandes jauges nationales, ainsi que celles des Sonderklasse en Allemagne, des Skerry cruisers dans les pays scandinaves, des séries chemin de fer en France, définissent avec de plus en plus de précisions, de restrictions, les dessins des voiliers de compétition. Mais les budgets de construction de ces bateaux respectant une jauge à restrictions modérément contraignante restent élevés, les bateaux étant faits sur mesure.
Une autre façon, plus économique, de continuer à courir en temps réel sans pouvoir agir sur la conception des carènes ou du gréement, est de construire des voiliers identiques, les monotypes qui forment un sous-ensemble des jauges à restrictions. La création des monotypes officiels parmi les voiliers de régate a permis de faire courir ensemble des bateaux construits sur les mêmes plans et dont les succès en courses n'étaient donc dus qu'à la qualité des équipages .

## Les premiers monotypes

Monotype de Chatou, 1901, le premier monotype populaire en France, copie du Lark de Charles G. Davis.

En 1877 Nathanael Herreshoff construit la première série de voiliers de course de l'histoire. Il s'agit de quatre catamarans à structure souple et nacelle centrale, de conception originale, pour laquelle il a déposé un brevet et dont il espère qu'ils vont marquer le début du développement de ce type de voilier. Mais c'est un échec commercial.
En août 1887 une série de Nord Haven Dinghies  construits en 1885 dans le Maine, disputent une régate de monotypes, une première mondiale.
Le premier monotype connu en France est le Morbihan, petit quillard à dérive pivotante. Créé en 1891 par Emile Soinet de la Société Nautique de Lorient, il ne fut pas construit à plus de 25 exemplaires. Les seules images de ce monotype proviennent toutes de la région parisienne (CPA d'Asnières, Billancourt, Enghien), le centre sportif de la voile à cette époque.
Il faut attendre 1901 pour voir en France le succès d'un monotype, le Monotype de Chatou, dessiné d'après le Monotype de Dinard, lui-même copie du Lark américain, plan de Charles G. Davis, présenté dans la revue nautique  Rudder en 1898. À la fin des années 1940, 110 unités ont été construites.
Le Star de 1911, destiné à l'origine à la construction amateur, comme presque tous les monotypes de cette époque, connait un succès international. Quillard olympique depuis 1932, il est encore choisi comme série olympique pour 2012.

## Les monotypes aux Jeux olympiques

Le dériveur international de 12 pieds, le premier monotype olympique, dériveur en solitaire aux Jeux de 1920 à Anvers

Le premier dériveur olympique monotype est le dériveur international de 12 pieds, choisi pour les épreuves de voile en solitaire des Jeux de 1920. Il n'y a que deux concurrents. Cette année-là, le monotype de 18 pieds n'a qu'un seul engagé, mais la multiplication des séries et la proximité avec la fin de la Première Guerre mondiale y sont pour beaucoup. En 1924, le monotype olympique choisi pour la course en solitaire est le Monotype national, en 1928 on revient au dériveur international de 12 pieds, le même qu'en 1920, alors qu'en 1932 le Snowbird américain prend le relai, toujours pour les courses en solitaire, alors que le Star fait sa première apparition en quillard à deux équipiers à côté des autres séries de la Jauge internationale. La même configuration de monotypie pour l'épreuve en solitaire, bateaux à jauge pour les quillards, se prolonge en 1936, avec le monotype allemand conçu pour ces Jeux, l'Olympia Jolle.
Après la Seconde Guerre mondiale la tendance s'inverse : en 1948, le seul bateau représentant la Jauge internationale est le 6m JI. De nouveaux quillards monotypes sont choisis, le Dragon, à la belle carrière, et le Swallow. Le 5.5m JI fait son entrée, il est le dernier exemplaire des bateaux de la Jauge internationale et résiste jusqu'en 1968. Les Jeux olympiques suivants ne retiennent plus que des voiliers monotypes.
Le premier dériveur monotype allemand, dessiné en 1931, le Sharpie 12 m2, ne devient série olympique qu'à Melbourne, en 1956.

## Variété de la monotypie

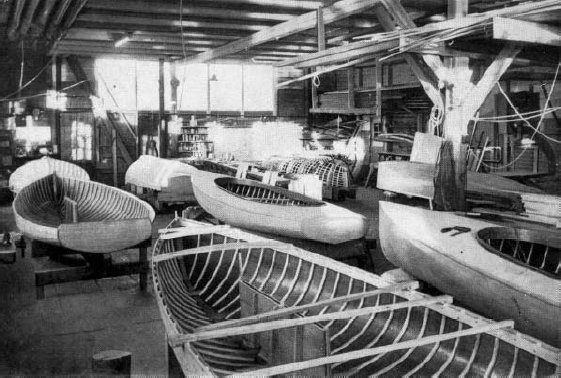
Construction de Finn en série pour les Jeux de 1952

Les contrôles de cette monotypie sont stricts afin de garantir l'égalité des chances de chacun. Les grandes compétitions sportives peuvent rassembler ainsi plusieurs centaines de voiliers identiques pouvant prétendre à la victoire.
La construction en série de ces voiliers légers, initiée en France notamment par les Caneton, Snipe et autres Vaurien (en bois) puis les Mousse, 420, 470 et 505 (en matériaux composites), fut le fait, selon les modèles, de chantiers navals ou de constructeurs amateurs.
La monotypie d'une série de bateaux est à visée égalitariste : mettre tous les régatiers sur le même plan question matériel, et que le meilleur en tactique, stratégie, condition physique et psychique, gagne.
Cette idée louable ne prend cependant pas en compte le facteur poids et gabarit de l'équipage, très important sur les voiliers légers.
Historiquement la voile sportive a montré maints exemples de monotypie plus ou moins stricte, comme le Star ouvrant la possibilité de perfectionner le modèle initial, déclenchant ainsi une « course à l'armement »  permettant à certains régatiers, disposant de temps, d'argent ou de compétences et de facilités techniques, de briller en compétition, avec pour corollaire un renchérissement du matériel et un amenuisement du nombre des participants aux régates de la série de voiliers considérés.
Certaines séries prévues pour la construction amateur ont des tolérances de jauge assez importantes, pour ne pas éliminer un constructeur amateur qui aurait été un peu maladroit dans la réalisation de sa coque. Mais ces tolérances sont exploitées au mieux par les plus avertis.

### Monotypes issus de séries à restriction
C'est le cas dans la série des Caneton, qui s'ouvre à la construction amateur durant la Seconde Guerre mondiale et devient une série à restrictions en 1947, ce qui en fait après-guerre un champ clos où s'affrontent des architectes navals comme Victor Brix, Jean-Jacques Herbulot, Fernand Hervé et Eugène Cornu.
Les bateaux se démodant rapidement, l'association de propriétaires décida à la fin des années 1950 de saborder le caneton à restrictions et de choisir un bateau monotype, le révolutionnaire 505 de l'architecte anglais John Westell. Toutefois, une bonne part de recherche reste possible sur le 505 (matériaux de coque sophistiqués comme le carbone et le Kevlar, forme des appendices, coupe des voiles) et différents chantiers peuvent produire la coque, tout comme les voiles peuvent provenir de divers bons faiseurs à la mode. De ce fait le 505 est devenu un bateau très coûteux en neuf, mais qui décote rapidement, pour le bonheur des utilisateurs non régatiers qui achètent en occasion.
Ce scénario s'est répété à des degrés divers dans bien d'autres séries (Fireball, Yole OK) prévues pour la construction amateur, mais aussi dans d'autres n'autorisant que la fabrication professionnelle, par plusieurs constructeurs agréés et astreints en principe à respecter la jauge tout en en exploitant les tolérances (cas du 420, du 470, de l'Europe, notamment)

### Monotypes à constructeur unique

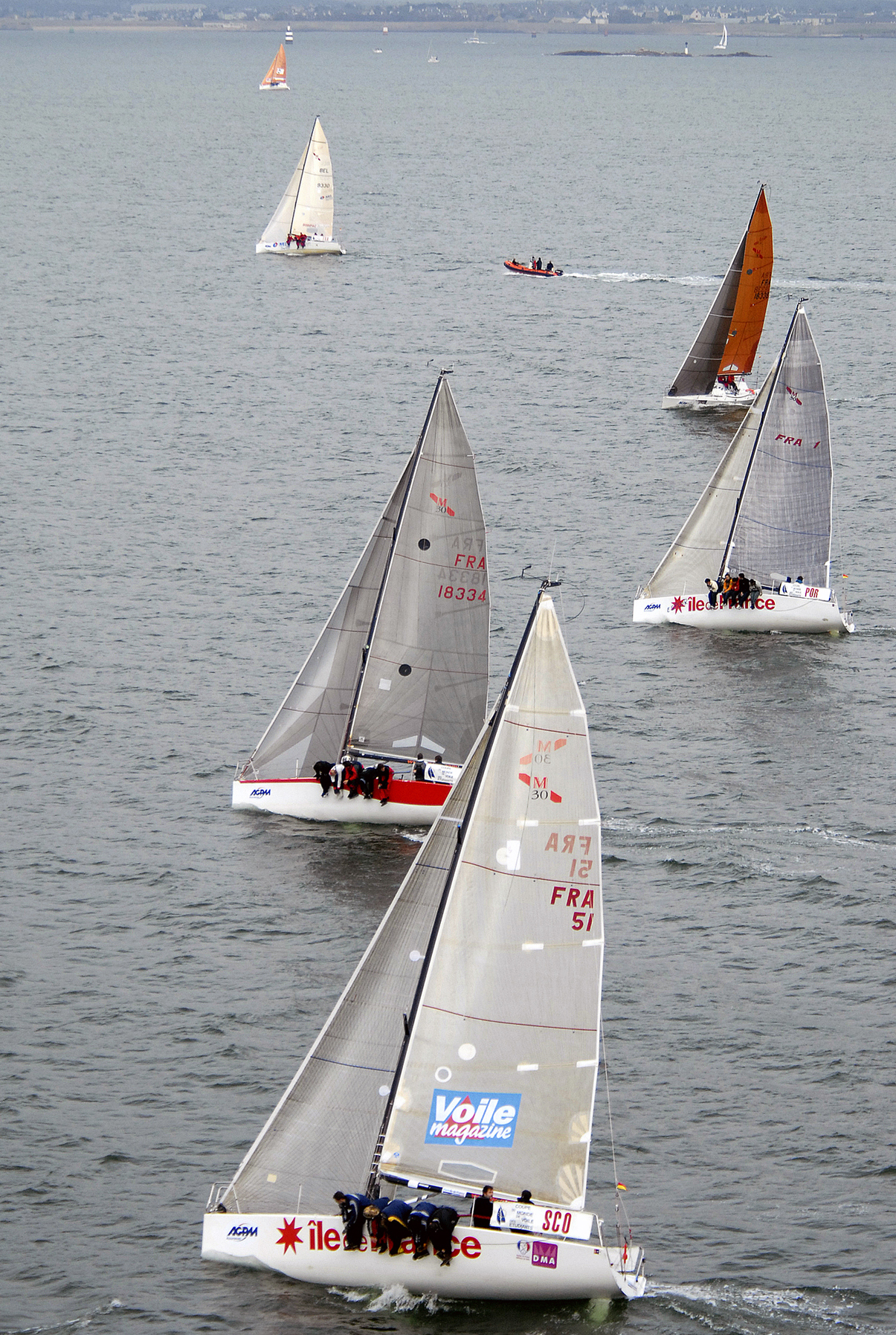
Quelques Mumm 30, monotypes de course au large

Certains bateaux comme le Laser ou le Hobie Cat sont sous le régime du constructeur unique (en anglais SMOD, Single Manufacturer One Design - monotype mono-constructeur) qui maîtrise non seulement la fabrication de la coque, mais aussi celle des voiles, des espars et des appendices (safran et dérive) et a tout intérêt à sauvegarder une monotypie stricte, devenue son fonds de commerce.
Les régates, forcément très serrées, y sont d'un haut niveau, les barreurs formés sur Laser ayant conquis tous les compartiments du sport de la voile, et les bateaux relativement abordables, bien que la tentation soit grande pour le constructeur qui se retrouve en situation de monopole, d'arrondir ses bénéfices au-delà du raisonnable, reproche souvent fait au constructeur du Laser.[réf. nécessaire]

## Monotypie et économie
Le monotype totalement égalitaire et à un prix démocratique est un idéal difficile à atteindre. Certaines compétitions sont organisées avec des bateaux mis à la disposition des concurrents après tirage au sort. C'est le cas du match racing et des Jeux olympiques, depuis que les bateaux olympiques sont des monotypes.

## Listes de monotypes
Ce sont les associations de classes de voiliers qui définissent leurs propres règles de monotypie. Les tolérances accordées aux mesures de la coque, des voiles, des équipements et des équipiers en nombre et en poids, sont plus ou moins sévères et permettent à leurs équipages de concourir à armes égales dans leurs propres championnats de classe. Ces séries de bateaux sont également admises à courir dans des régates inter-séries où un coefficient de temps compensé leur est alloué à l'aide d'une table de handicap, comme le HN (Handicap national) prenant en compte d'éventuelles différences de performances dues à l'armement du bateau : type d'hélice, variantes d'aménagement ou nature des matériaux des voiles.
Ces classes de voiliers, qu'elles soient ou pas déclarées comme monotypes peuvent être affiliées à des autorités nationales, comme la Fédération française de voile, ou internationales comme l'ISAF qui est la Fédération internationale de voile. Elles sont alors reconnues par exemple comme série internationale si elles remplissent les critères de l'autorité concernée, qu'elles soient plus ou moins monotypes.
L'ISAF n'intervient pratiquement pas dans les règles de monotypie, sauf par exemple pour certaines séries olympiques où elle va jusqu'à imposer un constructeur unique.(Voir l'Elliott 6m.)
Les fédérations nationales de voile, pour favoriser le développement de la régate, particulièrement sur les bateaux habitables, organisent des championnats nationaux de monotypes habitables. C'est le cas de la Fédération française de voile, ces monotypes étant des classes de voiliers agréés par l'ISAF ou la FFV.
Les voiliers suivants sont considérés comme des bateaux pouvant participer aux championnats de France des monotypes habitables régis par la Fédération Française de Voile en 2009 : 
- Mumm 30
- Surprise
- Grand Surprise
- J/80
- Open 7.50
- J/105
- First class 7.5
- First class 8
- Bénéteau Figaro
- First 31.7

Le MiniJI est un quillard de sport monotype servant de support au championnat de France Handivalide et Paravoile Solitaire.